# Beethoven’s Last Night
Beethoven's Last Night — третий студийный альбом американской рок-группы Trans-Siberian Orchestra, рок-опера, повествующая о последней ночи жизни Людвига ван Бетховена. Диск вышел в 2000 году.

## Об альбоме

### Действующие лица
Людвиг ван Бетховен - маэстро собственной персоной в последнюю ночь своей жизни

Судьба - сама Судьба, предстает в образе молодой и красивой женщины

Твист (Случай) - сын Судьбы, горбатый карлик; шалун и насмешник, но не злой

Мефистофель - дьявол собственной персоной; воплощение зла, но с соблазняющим обаянием и вкусом

Молодой Бетховен - композитор в молодости

Моцарт - Вольфганг Амадей собственной персоной

Тереза - легендарная "Бессмертная возлюбленная", величайшая любовь композитора

Маленькая девочка - сирота, ей около шести лет

Музы - голоса вдохновения

## Список композиций
1. "Overture" - 02:56
2. "Midnight" - 02:10
3. "Fate" - 01:15
4. "What Good This Deafness" - 01:47
5. "Mephistopheles" - 03:43
6. "What Is Eternal" - 04:40
7. "The Moment" - 02:47
8. "Vienna" - 03:32
9. "Mozart - Figaro" - 03:18
10. "The Dreams of Candlelight" - 04:05
11. "Requiem (The Fifth)" - 02:58
12. "I'll Keep Your Secrets" - 04:15
13. "The Dark" - 04:24
14. "Fur Elise" - 00:41
15. "After The Fall" - 04:35
16. "A Last Illusion" - 05:26
17. "This Is Who You Are" - 03:59
18. "Beethoven" - 02:56
19. "Mephistopheles' Return" - 04:26
20. "Misery" - 02:44
21. "Who Is This Child" - 04:32
22. "A Final Dream" - 01:56